# Ferrari F40
Ferrari F40 je supersportovní automobil, který vyráběla italská automobilka Ferrari v letech 1987 až 1992. Stal se nástupcem modelu GTO, se kterým měl společný základ podvozku. V roce 1995 se jeho nástupcem stal typ F50.

## Popis vozu
Vůz byl představen u příležitosti 40. narozenin značky Ferrari. Výbava byla velmi spartánská (chybělo centrální zamykání i elektricky stahovaná okna) ale vzhled byl koncipován jako výjimečný. Místo původní série 450 kusů bylo vyrobeno 1 311, které byly prodány dříve, než byl vyroben první z nich. Cena se pohybovala okolo 9 milionů korun. Původní návrhy na vůz pocházely od zakladatele Enza Ferrariho. Ten chtěl na sklonku svého života představit nejrychlejší sériové vyráběný automobil. Finální design vozu navrhl Pininfarina. Karoserie byla přísně aerodynamická se součinitelem odporu Cx = 0,34. Byla vyrobena z kompozitního materiálu. Auto nemělo ani koberečky, kvůli úspoře váhy.

## Technická data

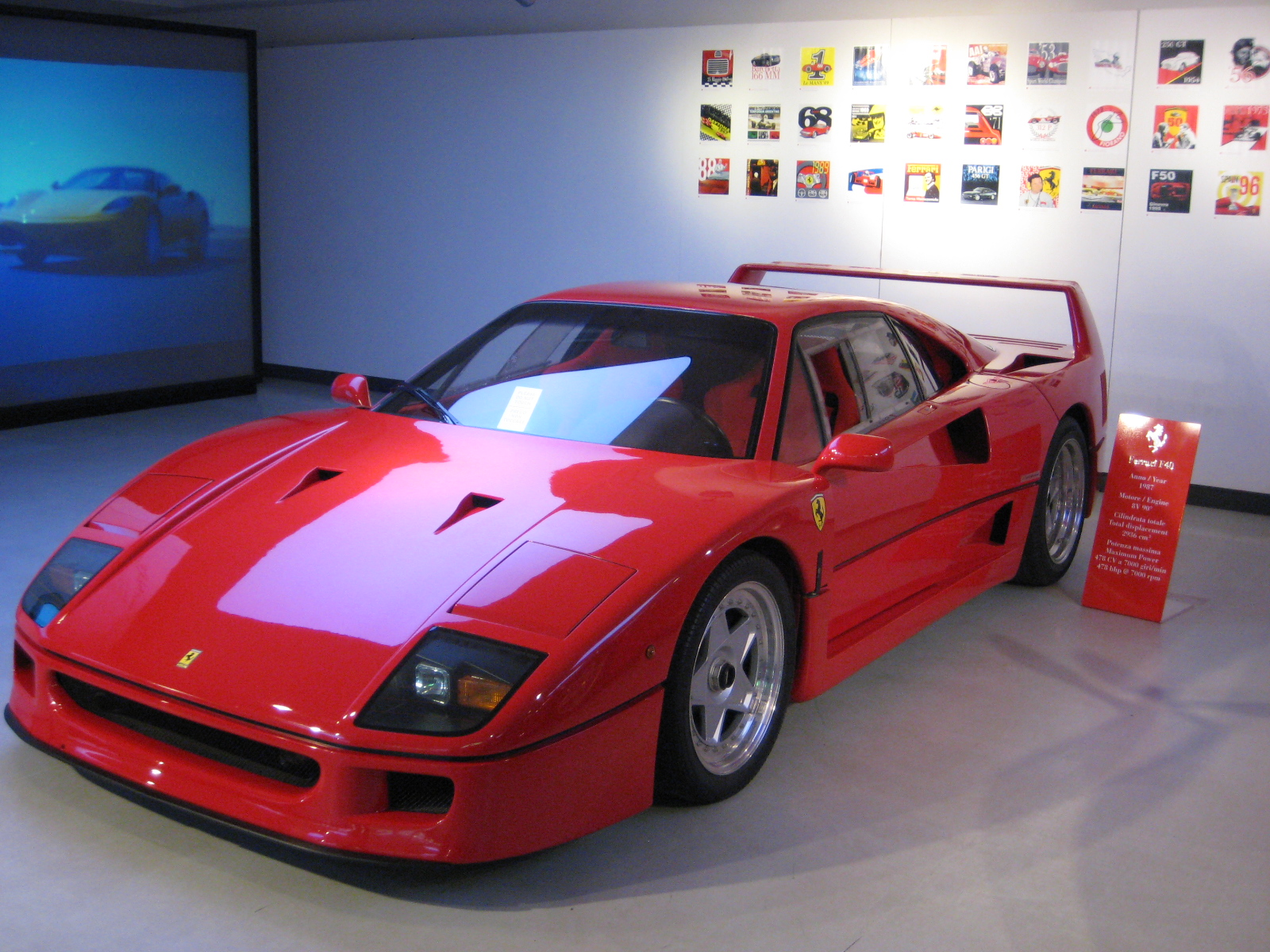
Ferrari F40

Motor byl použit třílitrový (2936 cm3) osmiválec přeplňovaný dvěma turbodmychadly o výkonu 351,5 kW (478 k) při 7000 ot./min. a maximální rychlosti 324 km/h. Maximální točivý moment je 577 Nm při 4000 ot./min. Jednalo se tedy o nejrychlejší sériově vyráběný vůz, který předčil do té doby první Porsche 959 (315 km/h) a bylo to první auto na světě, které jelo více než 200 mph.

## Závodní verze
Závodní verze se vyráběla pod názvem F40 LM od roku 1995. Výkon byl neuvěřitelných 440 kW při 7 000 otáčkách za minutu. Při jiném nastavení tlaku turbodmychadel dával motor až 900 koní. Při nastavení na 720 koní byla maximální rychlost 369 km/h. Vyrobeno bylo 17 kusů. Nejméně jeden exemplář může legálně do běžného provozu, je na značkách.
Vznikl ještě jeden kus F40 Barchetta s otevřenou střechou, vlastní jej Jean 'Beurlys' Blaton.